# Bataille de Brandywine
Pour les articles homonymes, voir Brandywine.
Guerre d'indépendance des États-Unis
Batailles
- Bound Brook
- Short Hills
- Staten Island
- Cooch's Bridge
- Brandywine
- Clouds
- Paoli
- Germantown
- Red Bank
- Gloucester
- White Marsh
- Matson's Ford
- Valley Forge
- Quinton's Bridge
- Crooked Billet
- Barren Hill
- Monmouth

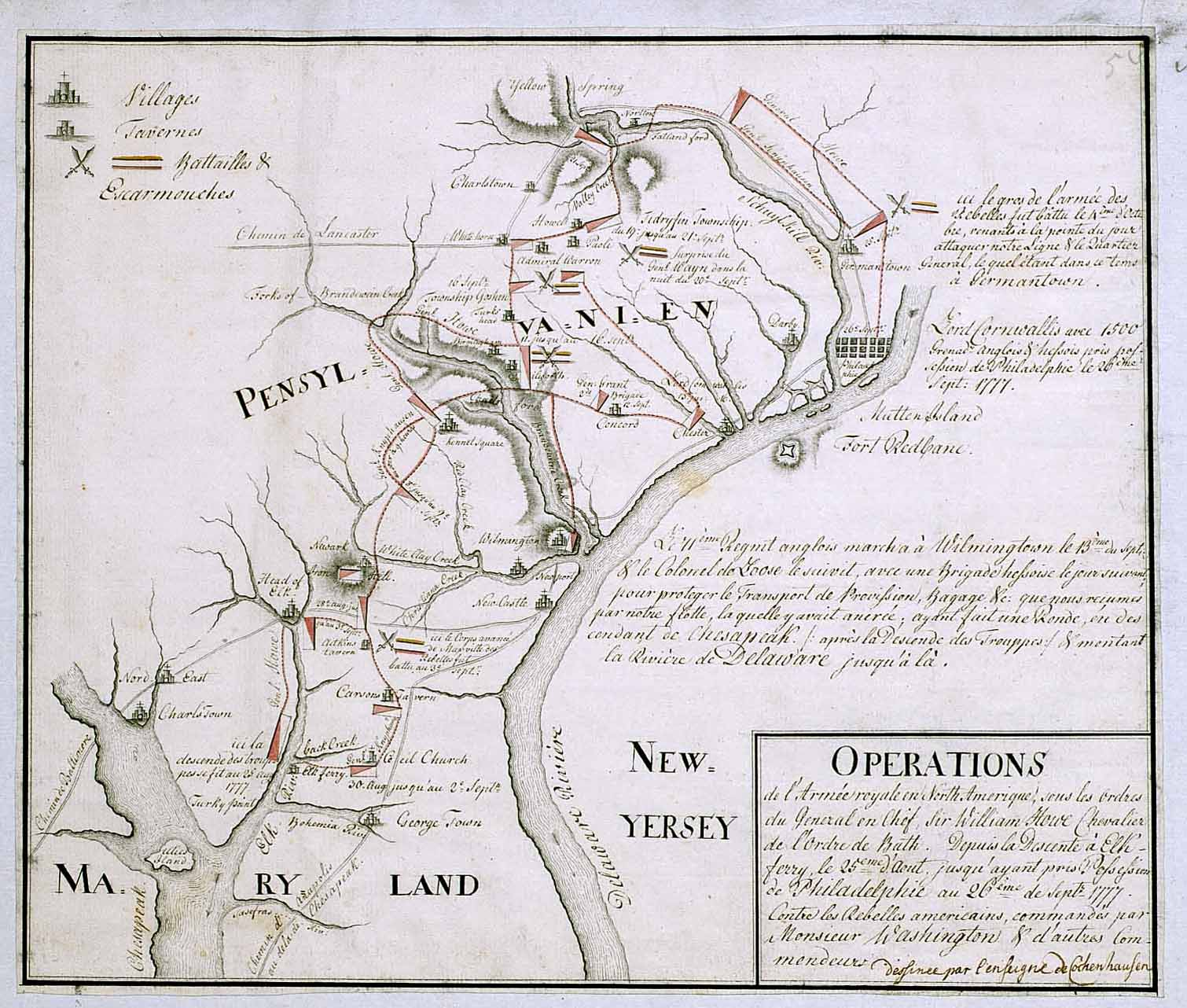
Bataille de Brandywine

La bataille de Brandywine est une bataille de la guerre d'indépendance des États-Unis qui s'est déroulée le 11 septembre 1777, en Pennsylvanie.
Cette bataille s'est déroulée un peu après le siège de Fort Stanwix (2-22 août 1777) et un peu avant la bataille de Saratoga (19 septembre et 7 octobre 1777) .

## Contexte
La guerre d’indépendance américaine opposait les insurgents, organisés en milices et en une armée continentale dirigée par George Washington, aux Britanniques aidés par des mercenaires hessiens. À partir de 1775, les Américains remportent quelques batailles (Lexington et Concord, siège de Boston, bataille de Trenton) mais essuient également des revers (campagne d’Invasion du Canada, bataille de Long Island).
Après s’être emparé de New York en 1776, les troupes britanniques du général Howe décident de prendre la ville de Philadelphie en Pennsylvanie, qui était alors le siège du congrès continental et la capitale de facto des États-Unis d’Amérique. Le débarquement de 15 000 soldats eut lieu en août 1777 sur la rive nord de baie de Chesapeake. Le général américain George Washington plaça ses troupes entre Philadelphie et les armées britanniques : l’affrontement eut lieu à Brandywine le 11 septembre 1777.

## La bataille

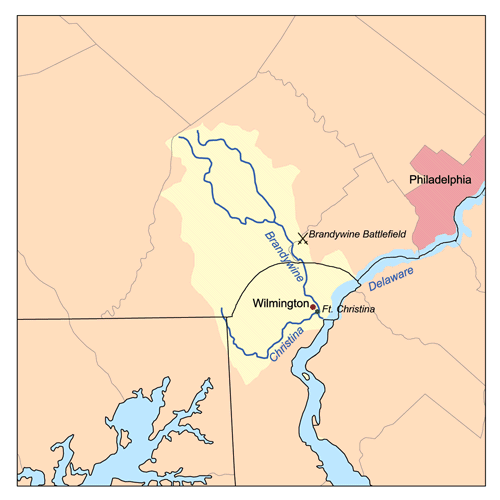
Carte montrant le site de la bataille de Brandywine

## Analyse
L'attaque devait être menée par John Burgoyne, partant de Montréal et descendant le Richelieu vers Albany, ainsi que par Barry St Leger, le britannique, qui devait rallier Albany en provenance du Lac Ontario, en passant par la rivière Mowhawk. Elle aurait dû être complétée, pour donc former une triple attaque, par la montée du général britannique William Howe vers Albany à partir de New York par le fleuve Hudson ; mais Howe préféra marcher sur Philadelphie pour attaquer le congrès continental, qui en 1776 avait signé la déclaration d'indépendance américaine.

## Bilan
Les Américains perdirent 300 hommes au cours de la bataille, contre 89 du côté britannique.
À la suite de la défaite américaine de Brandywine, le congrès continental dut s’enfuir de Philadelphie d'abord pour Lancaster (Pennsylvanie) puis pour York (Pennsylvanie). Le matériel de guerre fut lui aussi déplacé vers Reading (Pennsylvanie). Les affrontements se poursuivirent dans la région pendant une semaine. Après avoir occupé Philadelphie en septembre 1777, les Britanniques concentrèrent 9 000 hommes à Germantown, située à 8 km au nord de Philadelphie.
La bataille de Brandywine est célèbre car elle est la première bataille du jeune marquis de La Fayette (20 ans) qui y sera blessé à la jambe mais qui y gagnera l'admiration de George Washington. Lafayette venait à peine d'arriver dans les rangs de l'armée américaine.
Elle est aussi notoire par le fait que des Québécois y ont participé avec le Congress Own Regiment de Moses Hazen.
Bien que ce fut une défaite américaine, cette diversion des forces britanniques permettra à Horatio Gates de battre Burgoyne près d'Albany à la bataille de Saratoga (où se trouvait l'autre régiment québécois de James Livingston) ce qui entraînera la France dans la guerre, la défaite des anglais à Yorktown en 1781 et le Traité de Paris de 1783.